# Кожевніков Валентин Павлович
Валенти́н Коже́вніков (нар. 1 вересня 1936, Херсонська область) — український письменник, кандидат географічних наук, академік Академії оригінальних ідей.

## Життєпис
Народився і до 16 років жив в Херсонській області. В 1951 році вступив до Херсонського гідрометеорологічного технікуму. Оскільки океанологічне відділення технікуму через рік перевели в Туапсе, продовжив навчання в Краснодарському краї. Пізніше вступив і успішно закінчив університет в Ленінграді. Працював у науковому інституті і досліджував природні ресурси річок Уралу, Сирдар'ї, Волги, Аральського і Каспійського морів, степів і пустель між ними. Після повернення в Санкт-Петербурзі з експедиційних досліджень у Казахстані захистив кандидатську дисертацію.
Проблеми, які виникали в Ленінграді у Валентина Кожевнікова через свою громадянську позицію, змусили його в 1975 році перебрався в Україну. Спочатку жив у селах Кримської області і працював в НДІ, а в 1991 році він переїхав до Києва.
Перебуваючи поза межами України, писав лише російською мовою, яку вважав хоч і не рідною, але і не чужою. Проте, побачивши вороже ставлення росіян до Незалежної України й української мови, повністю відмовився від російської мови.
Після проголошення Незалежності друкував патріотичні статті — більше 250 статей у різних газетах та журналах. Автор книг «Важкий шлях до рідної мови» (2002), «президент…президент??? Президент» (2004), трьох томів «Звіт за життя перед Україною» (2008, 2011, 2017), брошур «Сурова розмова про „язик“ і мову» (2002, 2005, 2006, 2009, 2010, 2011, 2012, 2013, 2015, 2018), «Доля планети людства» (2003), «Проблеми здорового харчування і фізичної культури» (2003, 2009, 2013), «Яка національна ідея українців? Що таке український націоналізм? Хто такі українські націоналісти?» (2004, 2009, 2012, 2015), «Україна і Росія: сусіди, друзі, брати, вороги?» (2014, 2015, 2017), «Українські національні цінності й українська інтелігенція» (2016), «Українці, скоро вибори. Просинайтеся…» (2018), «Українці, нас знищують» (2020).

## Погляди
Вважає, що українською національною ідеєю є справедливість, яка полягає передусім в праві кожного народу на самовизначення: жити у власній державі, спілкуватися рідною мовою, порядкувати на власній землі за власним звичаєм.
Є прихильником інтеграції України до Європи та НАТО.